# جوس جرينسميث
جوس جرينسميث (بالإنجليزية: Gus Greensmith)‏ مواليد 26 ديسمبر 1996، هو سائق راليات بريطاني سابق بدأ مسيرته في سنة 2014. كان أول رالي له هو رالي ويلز 2014. تنافس في بطولة العالم للراليات.

## روابط خارجية
- جوس جرينسميث على موقع DriverDB.com (الإنجليزية)
- جوس جرينسميث على موقع Rallye-info.com (الإنجليزية)
- جوس جرينسميث على موقع eWRC-results.com (الإنجليزية)